# Боргарбігд
Боргарбігд (ісл. Borgarbyggð [ˈpɔrkarˌpɪkːθ]) — муніципалітет у західній частині Ісландії, у регіоні Вестурланд. Станом на 1 січня 2016 року населення Боргарбігду становить 3637 чоловік. Муніципалітет є одним з найбільших у країні.
Населені пункти, що входять до складу муніципалітету — найбільше місто Борґарнес; також міста Біфрост, у якому є Університет Біфросту; Хваннейрі, у якому є Сільськогосподарський університет Ісландії; Рейкхольт та Клепп'ярнсрейкір.